# Staudachberg
Staudachberg je naselje občine Cirkno v okraju Šmohor na Koroškem v Avstriji.